# West Overton
West Overton – wieś w Anglii, w hrabstwie Wiltshire. Leży 38 km na północ od miasta Salisbury i 118 km na zachód od Londynu.